# 工作 黒金星と呼ばれた男
『工作 黒金星（ブラック・ヴィーナス）と呼ばれた男』（こうさく ブラック・ヴィーナスとよばれたおとこ、原題：공작）は、2018年公開の韓国映画。北朝鮮に潜入した韓国の工作員「黒金星」と南北の権力者たちの闘争を描く、実話「北風工作」を基にしたスパイ映画。監督はユン・ジョンビン、主演はファン・ジョンミン。第71回カンヌ国際映画祭ミッドナイト・スクリーニング公式招待作品。
日本では2019年7月19日に公開された。

## ストーリー
1992年、北朝鮮の核兵器開発を巡って緊張状態が高まる朝鮮半島。韓国軍情報部隊の将校パク・ソギョン（ファン・ジョンミン）は、国家安全企画部に北派工作員としてスカウトされ、チェ・ハクソン海外事業部室長（チョ・ジヌン）から、コードネーム「黒金星」として北朝鮮の権力層への接触を通して核開発の実態を探るよう命令を受ける。パクは北朝鮮の情報網の目を誤魔化すべく軍を退役して遊び歩く毎日を送り、自己破産までして偽装工作を行うと、事業家に扮し3年にわたって慎重な工作活動を試みる。
パクは北朝鮮の外貨獲得の責任者であるリ・ミョンウン審議所長（イ・ソンミン）から信頼を得ることに成功すると、広告事業の仲介をカモフラージュとしつつ北朝鮮の権力層に食い込み、北朝鮮の最高権力者であるキム・ジョンイルに会う機会を得るまでに至った。
しかし1997年、パクの工作活動があと一歩のところで停滞する中、同年の大韓民国大統領選挙に際して、政権交代による組織の解体再編を恐れたチェ室長などの国家安全企画部が与党政治家と組み、大統領選を与党有利に進めるべく、北緯38度線の停戦ライン周辺で武力攻撃を行うよう北朝鮮と裏取引を行った。これを知ったパクは、祖国への忠誠と自身の工作活動の存亡との間で葛藤する。
最終的にパクは、裏取引が南北朝鮮の関係を冷却化するとして反対するイ所長と協力し、ある事を実行に移す。

## キャスト
- ファン・ジョンミン：パク・ソギョン（国家安全企画部諜報員・コードネーム：黒金星、元陸軍少佐・国軍情報司令部[6]工作官）
- イ・ソンミン：リ・ミョンウン（北朝鮮対外経済委員会審議所長）
- チョ・ジヌン：チェ・ハクソン（国家安全企画部海外情報部室長）
- チュ・ジフン：チョン・ムテク（北朝鮮国家安全保衛部課長）
- チョン・ソリ：ホン・ソル（北朝鮮安全企画部工作員）
- キム・ウンス：キム・ミョンス（北朝鮮対外経済委員会部長）
- チェ・ヨン：ファン・ビョンチョル（北朝鮮核物理学者キム教授の門生）
- パク・チニョン：キム・チャンヒョク（中国技術大学教授、朝鮮族の核物理学者）
- ナム・ムンチョル：韓国国会議員 パク
- チェ・ビョンモ：韓国国会議員 ユ
- キム・インウ：キヨハラ・ヒサシ（対外経済委員会に顔が利く朝鮮総連系の在日朝鮮人）
- ギ・ジュボン：金正日
- パク・ミンス：リ・ミョンウンの息子
- パク・ソンウン：ハン・チャンジュ（広告代理店「アジアコミュニケーション」社長）※友情出演
- キム・ビョンオク：チャン・スピョン（張修平）（朝鮮族華僑、通称「チャン博士」） ※友情出演
- イ・ヒョリ ※特別出演

## スタッフ
- 監督：ユン・ジョンビン
- 脚本：クォン・ソンヒ、ユン・ジョンビン
- 音楽：チョ・ヨンウク
- 美術：パク・イルヒョン
- 衣装：チェ・ギョンファ
- ヘアメイク：キム・ヒョンジョン
- 撮影：チェ・チャンミン
- 照明：ユ・ソンムン
- 編集：キム・サンボム、キム・ジェボム
- 武術：ホ・ミョンヘン、チェ・ボンノク
- 製作会社：サナイピクチャーズ、映画社月光
- 配給：CJエンタテインメント

## 製作・公開
実在した工作員「黒金星」は、史実では朴采書（パク・チェソ）によって行われている。1997年、次期大統領選で与党である自由韓国党党首の李会昌を当選させることを目的に国家安全企画部によって北風工作が立案されているが、パクが野党第一党であった金大中陣営に対し北風工作をリークしたことで事件が未然に防がれている。韓国当局から国家保安法違反容疑で逮捕されているが最終的に無罪とされた。なお、この逮捕により身元が割れたことで諜報機関からは解雇されている。2008年には保守政党が返り咲き諜報機関トップが入れ替わった結果、2010年にソウルで再び逮捕され、裁判の結果有罪が確定し、6年の禁固刑に服している。監督であるユン・ジョンビンが国家安全企画部（KCIA）をテーマにした映画を企画し、調査を進める中で存在を知ったことが製作のきっかけとなった。
2017年1月25日から撮影開始。
第71回カンヌ国際映画祭のミッドナイト・スクリーニングに公式招待され、2018年5月11日に同映画祭でワールドプレミアを迎えた。
韓国では2018年8月8日に公開され、観客動員数497万人を記録。
日本では2019年7月19日に公開された。

## 受賞歴
- 第39回青龍映画賞 - 監督賞（ユン・ジョンビン）[14]
- 第39回青龍映画賞  - 美術賞（パク・イルヒョン）[14]
- 第39回青龍映画賞 - 人気スター賞（チュ・ジフン）[14]
- 第55回大鐘賞 - 主演男優賞（ファン・ジョンミン、イ・ソンミン）[15]
- 第55回大鐘賞 - 美術賞（パク・イルヒョン）[15]
- 第55回百想芸術大賞 - 映画部門 作品賞[16]
- 第55回百想芸術大賞 - 映画部門 男性最優秀演技賞（イ・ソンミン）[16]
- 第27回釜日映画賞 - 最優秀作品賞
- 第27回釜日映画賞 - 脚本賞（クォン・ソンヒ）
- 第27回釜日映画賞 - 主演男優賞（イ・ソンミン）
- 第27回釜日映画賞 - 助演男優賞（チュ・ジフン）
- 第27回釜日映画賞 - 美術賞（パク・イルヒョン）
- 第38回韓国映画評論家協会賞 - 監督賞（ユン・ジョンビン）[17]
- 第38回韓国映画評論家協会賞 - 主演男優賞（イ・ソンミン）[17]
- 第38回韓国映画評論家協会賞 - 助演男優賞（チュ・ジフン）[17]
- 第38回韓国映画評論家協会賞 - ヨンピョン11選[17]
- 第5回韓国映画制作家協会賞 - 美術賞（パク・イルヒョン）[18]
- 第5回韓国映画制作家協会賞 - 撮影賞（チェ・チャンミン）[18]
- 第5回韓国映画制作家協会賞 - 照明賞（ユ・ソンムン）[18]
- 第18回ディレクターズ・カット・アワード - 今年の男性演技者賞（イ・ソンミン）[19]
- 第18回ディレクターズ・カット・アワード - 今年の特別言及[19]
- 第19回女性映画人賞 - 技術賞（チェ・ウナ〈音響編集技師〉）[20]
- 第19回女性映画人賞 - 広報マーケティング賞（エンドクレジット）[20]
- 第2回ザ・ソウルアワード - 映画部門 大賞[21]
- 第2回ザ・ソウルアワード - 映画部門 助演男優賞（チュ・ジフン）[21]
- 第39回黄金撮影賞 - 最優秀作品賞[22]
- 第39回黄金撮影賞 - 撮影賞 銀賞（チェ・チャンミン）[22]
- 第10回今年の映画賞 - 作品賞[23]
- 第10回今年の映画賞 - 主演男優賞（イ・ソンミン）[23]
- 第10回今年の映画賞 - 助演男優賞（チュ・ジフン）[23]
- 第6回 BIFF マリ・クレール アジアスターアワード - アジアスター賞（チュ・ジフン）[24]